# Joseba Sarrionandia
Joseba Sarrionandia Uribelarrea, Sarri (Yurreta, Vizcaya, 13 de abril de 1958), es un escritor, poeta y traductor español en euskera que cursó los estudios de filología vasca y sociología. Con una cuantiosa obra de poesía, narrativa y ensayo en su haber, es uno de los escritores contemporáneos en euskera más prolíficos y conspicuos. En 1985 se escapó de prisión, donde cumplía condena por ser miembro de ETA, permaneciendo en paradero desconocido durante más de treinta años, lo que no le impidió seguir publicando desde la clandestinidad. En 2016 reapareció públicamente en La Habana, donde habría fijado su residencia varios años antes, y en 2021 regresó a su localidad natal.

## Biografía

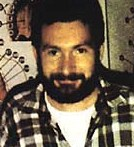
Sarrionandia, en un archivo de Argia.

Joseba Sarrionandia nació en Iurreta en 1958. Tanto su adolescencia como su juventud coincidieron con la última época del franquismo. Se licenció en filología vasca por la Universidad de Deusto y fue profesor de fonética en la UNED de Vergara. También dio clases en la Universidad Vasca de Verano.
Sus primeros escritos los publicó en Zeruko Argia y Anaitasuna, donde llegó a ser miembro de su consejo de redacción, y colaboró con revistas como Jakin, Oh Euzkadi, Ibaizabal, Xaguxarra y el diario Egin. Formó parte, junto con Bernardo Atxaga, Jon Juaristi, Manu Ertzilla, Joxemari Iturralde y Ruper Ordorika, de la banda literaria Pott, el grupo de escritores que más influyó en la literatura vasca de la década de 1980. Pott se fundó en Bilbao en septiembre de 1977 en torno a este núcleo heterogéneo y a partir de marzo de 1978 comenzó a editar la revista del mismo nombre; se disolvió dos años después, tras haber publicado seis números.
El primer libro publicado de Sarrionandia fue el poemario Izuen gordelekuetan barrena (A través de los escondites de los miedos), que tuvo gran repercusión e influyó a muchos nuevos escritores, hasta el punto de que su primer poema, Bitakora kaiera (Cuaderno de bitácora), fue tomado a modo de manifiesto.
El 13 de noviembre de 1980, con 22 años de edad, fue detenido por diversos delitos relacionados con su pertenencia a ETA. Ese mismo año ganó tres premios literarios con dos cuentos y el poemario anteriormente mencionado. En los años sucesivos pasó por los centros penitenciarios de Carabanchel, El Puerto de Santa María, Herrera de la Mancha y Martutene. Fue procesado en siete ocasiones y condenado en tres de ellas a varias penas de prisión, que la refundición de la condena dejó en dieciocho años de cumplimiento efectivo. Siguió escribiendo y publicando desde la cárcel, convirtiéndose en un escritor reputado en el ámbito de la cultura vasca.
El 7 de julio de 1985, se evadió de la prisión de Martutene con otro preso de ETA, Iñaki Pikabea, escondiéndose en sendos bafles tras un concierto del cantante Imanol Larzabal, sin que este lo supiera. La fuga, en cuya planificación participó el entonces crítico de teatro Mikel Antza, inspiró la famosa canción Sarri, Sarri del grupo vasco Kortatu. Desde entonces ha permanecido en paradero desconocido y al margen de las actividades de la organización terrorista, publicando libros y colaborando con diversos artistas, entre los que destacan Ruper Ordorika, Fermín Muguruza y Mikel Laboa.
Aunque diversas fuentes siempre le situaban en Cuba, hasta 2016 nunca hizo apariciones públicas, ni siquiera para recoger el Premio Euskadi de Literatura que le fue concedido en 2011, y solo se conocía su aspecto por algunas viejas fotografías anteriores a su fuga de 1985. En 2014 aceptó la invitación de la Facultad de Humanidades y Ciencias de la Educación (Huhezi) de la Universidad de Mondragón para impartir unas conferencias en la localidad guipuzcoana de Escoriaza. Sin embargo, canceló el viaje porque no obtuvo los permisos de ida y vuelta que necesitaba. A principios de noviembre de 2016 se publicó que se haría cargo del lectorado en lengua y cultura vascas que el Instituto Etxepare había inaugurado en la Universidad de La Habana, responsabilizándose del contenido académico e impartiendo las clases. Sarrionandia accedió a este puesto después de un riguroso proceso de selección. El 20 de noviembre de ese mismo año fue publicada una imagen actualizada de él en cuatro medios de comunicación vascos (ZuZeu, Berria, Gara y Grupo Noticias), en una entrevista realizada por el periodista José Goitia en la que reveló que vivía en La Habana desde hacía algunos años.
El 20 de abril de 2021 regresó a su localidad natal. Al no tener causas pendientes con la justicia debido a que los delitos por los que fue condenado habían prescrito, sus motivos para no volver eran más de índole política. En junio de 2022 recibió el diploma de miembro correspondiente de Euskaltzaindia, treinta años después de su nombramiento.

## Repercusión de su obra
| «Nunca he tomado la decisión de ser escritor. Cuando di mis primeros pasos, escribir no se tenía por oficio; yo era estudiante, y la escritura, una forma más con la que la militancia generosa de aquella época abordaba los campos de la política y de la cultura. Desde algunas perspectivas profesionales actuales, quizás se recuerde aquella militancia como un sacrificio, e incluso dé lástima, pero vivíamos felices, como los amantes sin dinero. »Luego seguí escribiendo en la cárcel, era presidiario de profesión y escribía para olvidar un poco aquella condición. Y después, de nuevo libre, de alguna manera libre, no he tenido más remedio que ser fugitivo de profesión, y nada ha estado ni está más presente en mi vida que la escritura. »Pero no diría que soy escritor de profesión, al menos no todavía. De serlo, soy escritor en aquel otro sentido que le diera Thomas Mann, en la medida en que escribir me resulta tremendamente difícil y costoso». — Joseba Sarrionandia (2002) |

Miembro correspondiente de Euskaltzaindia (la Real Academia de la Lengua Vasca) desde el 31 de enero de 1991, Sarrionandia es un traductor prolífico que ha traducido al euskera diversas obras literarias de hasta cincuenta lenguas distintas, destacando sus traducciones al euskera de autores como T. S. Eliot —del que es su principal traductor—, Samuel Taylor Coleridge, Manuel Bandeira y Fernando Pessoa.
En cuanto a su trayectoria literaria, Bernardo Atxaga la divide en cuatro etapas cronológicas, a lo largo de las cuales aprecia una evolución. En la primera, un joven Sarrionandia quería formar parte de la literatura vasca y lo hizo desde el vanguardismo a través de publicaciones como Pott, una revista literaria en la que ambos participaron junto a otros grandes escritores vascos. En la segunda etapa, el poeta preso habló sobre el sufrimiento y las torturas en prisión, como en el crudo poema Literatura eta iraultza (La literatura y la revolución). En la tercera etapa, después de su fuga, sus temas fueron el exilio, la patria y los recuerdos familiares (Geografía, He llegado a casa casi a medianoche). La cuarta etapa, que Atxaga califica como la más luminosa de todas, es más serena y Sarrionandia recupera el sentido del humor y la ironía. Atxaga especula sobre una quinta etapa, basándose en el poema Bizitza heldu da eta zure begiak ditu (Ha llegado la vida y tiene tus ojos), donde la llegada de un hijo podría marcar el resto de su vida.
Junto a los géneros tradicionales (poesía, narrativa, ensayo), Sarrionandia gusta de experimentar y proponer textos híbridos representativos de una concepción innovadora de la literatura. Ni ez naiz hemengoa (Yo no soy de aquí), Marginalia, Ez gara geure baitakoak (No somos de nosotros mismos) y Han izanik hona naiz (De allí mismo vengo) son algunas de sus obras que tienden a la hibridación. Su prosa está llena de metáforas e imágenes sugerentes, una prosa poética que incorpora elementos fantásticos y referencias a leyendas y cuentos tradicionales que delatan las afinidades del autor con autores como Samuel Taylor Coleridge o Herman Melville, que rinden homenaje a narraciones del ciclo artúrico, que evocan ecos de escritores como T. S. Eliot, Constantino Cavafis, Jonathan Swift, Edgar Allan Poe, y de otros euskaldunes, por ejemplo Jon Mirande y Bernard Etxepare, y que Sarrionandia también explora con sus cuentos metanarrativos originales. En muchas ocasiones, además, las narraciones tienen varias lecturas, varios sentidos y, según afirma Aitzpea Azkorbebeitia, «los textos pueden resultarnos ambiguos, y a veces oscuros. Cada lector tendrá que darles su interpretación... Dado que nos ofrece textos llenos de implicaciones, estamos obligados a repensar lo que dicen».
Sarrionandia es además un reconocido poeta con un lugar destacado en el panorama literario vasco. Jon Kortazar destaca que Sarrionadia y Atxaga cambiaron los caminos de la poesía vasca con sus primeros libros, al situarla en una corriente vanguardista y de renovación continua, desde el dadaísmo y el expresionismo hasta la creación de una poesía personal y alegórica, después de transitar una senda culturalista. Según Mari José Olaziregi, «la lectura de sus libros de poemas nos revela que Sarrionandia es un viajero incansable de geografías literarias, un marino deslumbrado por un océano de ideas poéticas». Su poesía también ha sido fuente de inspiración para músicos y artistas de diferentes estilos (véanse los apartados de adaptaciones musicales y escénicas). En 2018 Angel Valdés, responsable de la discográfica Elkar, llegó a contabilizar «más de 145 grabaciones diferentes de canciones que utilizan sus poesías». Algunas de estas se reunieron en sendos discos-libros: en Hau da ene ondasun guzia (Esta es toda mi hacienda), coeditado por Esan Ozenki y Txalaparta en 1999 y que también incluía varios poemas recitados por el propio escritor; y en Gure oroitzapenak (Nuestros recuerdos), editado por Elkar en 2018 y que a la selección de canciones añadía otras especialmente creadas y grabadas para esta antología.
El exilio es un tema recurrente en su obra. En Hnuy illa nyha majah yahoo utiliza la primera persona del plural para afirmar que siempre seremos unos exiliados, que el regreso a casa es absolutamente imposible, pues la casa, la patria, tal y como la conocimos, tal y como la deseamos, no existe y que, pese a todo, también existe lo que no existe, pues casi todos los quehaceres los tenemos por hacer y los poemas más perfectos están por escribir («egiteko gehienak egiteke/ ditugu./ Poemarik behinenak izkiriatzeke/ daude.../ Ez diren gauzak ere/ badira»). La peculiaridad de su biografía ha influido notablemente en la recepción crítica de su obra hasta el punto de que son pocas las críticas de prensa en las que esta se omita a la hora de determinar sus textos; bien denunciando la distorsión que sobredimensiona su obra al mitificar al autor, bien valorando de manera positiva la influencia que la biografía del autor ha ejercido en su obra. Cada nuevo libro de Sarrionandia cobra gran repercusión mediática y comercial; sin embargo, el impacto de su biografía no siempre beneficia la difusión de su obra, siendo destacable que, pese a ser uno de los grandes autores de la literatura vasca contemporánea, apenas ha sido traducido al castellano y que incluso sus premios de carácter literario han sido objeto de polémica.
En varias ocasiones ha recibido el Premio de la Crítica de narrativa en euskera, otorgado por la Asociación Española de Críticos Literarios; en 1986, por Atabala eta euria (El atabal y la lluvia), una colección de relatos; y en 2001, por Lagun izoztua (El amigo congelado), su primera novela. Por este último premio, el presidente del jurado, Miguel García Posada, se vio obligado a dar explicaciones públicas.
En octubre de 2011 el Gobierno Vasco le otorgó el Premio Euskadi de Literatura en su modalidad de ensayo en euskera, por la obra Moroak gara behelaino artean? (¿Somos moros entre la niebla?), pero anunció que retendría la cuantía económica del premio hasta que el autor regularizase su situación. Si bien, la Fiscalía de la Audiencia Nacional constató que no tenía causas pendientes, por lo que finalmente recibió el premio en igualdad de condiciones que el resto de premiados. El jurado aseguró que la obra galardonada por unanimidad, un ensayo basado en el trabajo de Pedro Hilarión Sarrionandia, autor de la primera gramática del idioma bereber —que al autor le sirve como pretexto para reflexionar sobre las guerras coloniales, la literatura vasca y universal, los nacionalismos, la globalización, la migración, el multiculturalismo o las ansias imperialistas de las potencias occidentales, hasta llegar a la realidad política actual—, podría convertirse en un clásico de la cultura vasca ya que se trata de «un grito a la pluralidad cultural», abre muchas puertas y está muy documentado. La obra tuvo una versión extendida en castellano, ampliada por el propio autor, titulada ¿Somos como moros en la niebla?, que también sería traducida al catalán.

## Obras publicadas

### Poesía
- Izuen gordelekuetan barrena (Donde se refugian los miedos). Caja de Ahorros de Bilbao, Bilbao, 1981.[35] Premio Resurrección María de Azkue, 1980.
- Intxaur azal baten barruan. Eguberri amarauna (Dentro de una cáscara de nuez. Telaraña navideña). Gestoras Pro-Amnistía, Estella, 1983. Firmado de modo anónimo.[36]
- Alkohola poemak (Poemas del alcohol). Pamiela, Pamplona, 1984. Libro elaborado en colectivo.
- Marinel zaharrak (Los viejos marineros). Elkar, San Sebastián, 1987.
- Gartzelako poemak (Poemas de la cárcel). Susa, Pamplona, 1992.[37]
- Hnuy illa nyha majah yahoo (Poemak 1985-1995). Elkar, San Sebastián, 1995. Poemas escritos entre 1985 y 1995.
- Hau da ene ondasun guzia (Estos son todos mis bienes). Coeditado por Esan Ozenki y Txalaparta, Tafalla, 1999. Libro-CD que alterna poemas recitados por el propio autor y versiones musicadas de grupos vascos. Antología del autor con traducciones al castellano, al francés, al inglés y al alemán.
- XX. mendeko poesia kaierak: Joseba Sarrionandia (Cuadernos de poesía del siglo XX). Susa, Pamplona, 2002. Antología a cargo de Koldo Izagirre.
- Hilda dago poesia? ¿La poesía está muerta? Pamiela, Pamplona, 2016. Antología bilingüe, en euskera y castellano. Editado por Eva Linazasoro.[38]
- Gure oroitzapenak (Nuestros recuerdos). Elkar, San Sebastián, 2018. Disco-libro.

### Narrativa
- Narrazioak (Narraciones). Elkar, San Sebastián, 1983.
- Atabala eta euria (El atabal y la lluvia). Elkar, San Sebastián, 1986. Premio de la Crítica, 1986.
- Ifar aldeko orduak (Las horas del norte). Elkar, San Sebastián, 1990.
- Han izanik hona naiz (De allí mismo vengo). Elkar, San Sebastián, 1992.
- Miopeak, bizikletak eta beste langabetu batzuk (Miopes, bicicletas y otros desempleados). Erein, San Sebastián, 1995.
- Lagun izoztua (El amigo congelado). Elkar, San Sebastián, 2001. Premio de la Crítica, 2001.
- Kolosala izango da (Será colosal). Txalaparta, Tafalla, 2003.
- Narrazio guztiak (1979-1990). Elkar, San Sebastián, 2011. Compilación de todas las narraciones escritas entre 1979 y 1990.
- Herejeen alaba (La hija de los herejes). Pamiela, Pamplona, 2017.[39] Con Ander Berrojalbiz.
- Munduari bira eman zion ontzia (El barco que dio la vuelta al mundo). Pamiela, Pamplona, 2022. Ilustrado por Arístides Esteban Hernández.

### Ensayo
- Ni ez naiz hemengoa (Yo no soy de aquí). Pamiela, Pamplona, 1985.
- Marginalia. Elkar, San Sebastián, 1988.
- Ez gara geure baitakoak (No somos de nosotros mismos). Pamiela, Pamplona, 1989.
- Hitzen ondoeza (El malestar de las palabras). Txalaparta, Tafalla, 1997.
- Akordatzen (Recordando). Txalaparta, Tafalla, 2004.
- Moroak gara behelaino artean? (¿Somos moros entre la niebla?). Pamiela, Pamplona, 2010. Premio Euskadi de Literatura, 2011.
- Durangoko Azoka 1965-2015 (Feria de Durango 1965-2015). Gerediaga Elkartea, Durango, 2015. Junto con Jesus Mari Arruabarrena y Txelu Angoitia.
- Lapur banden etika ala politika (La ética de las bandas de ladrones o la política). Pamiela, Pamplona, 2015.
- Bizitzea ez al da oso arriskutsua? (¿La vida no es muy peligrosa?). Pamiela, Pamplona, 2018.[26]
- Airea ez da debalde: Habanako gaukaria (El aire no es gratis: Diario nocturno de La Habana). Pamiela, Pamplona, 2019.

### Literatura infantil y juvenil
- Izeba Mariasun ipuinak (Cuentos de la tía Mariasun). Elkar, San Sebastián, 1989.
- Ainhoari gutunak (Cartas a Ainhoa). Elkar, San Sebastián, 1990.
- Harrapatutako txorien hegalak (Alas de pájaros atrapados). Baigorri, Bilbao, 2005. Ilustrado por Jokin Mitxelena. Edición bilingüe, en euskera e inglés.
- Gau ilunekoak (Los de la noche oscura). Elkar, San Sebastián, 2008. Ilustrado por Maite Gurrutxaga.[40]
- Munduko zazpi herrialdetako ipuinak (Cuentos de los siete territorios del mundo). Pamiela, Pamplona, 2008.
- Idazlea zeu zara, irakurtzen duzulako (El escritor eres tú, porque lees). Xangorin, San Sebastián, 2010.

### Cómic
- Zitroi ur komikiak: Joseba Sarrionandia komikitan (Cómics de agua de limón). Coeditado por Napartheid y Txalaparta, Tafalla, 2000. Con Koldo Almandoz.

### Traducciones literarias
- T. S. Eliot euskaraz (T. S. Eliot en euskera). Hordago, San Sebastián, 1983. Traducción al euskera de tres poemas largos de T. S. Eliot: Four Quartets (Cuatro cuartetos) en versión de Gabriel Aresti, The Hollow Men (Los hombres huecos) en la de Jon Juaristi y The Waste Land (La tierra baldía) en la de Joseba Sarrionandia.
- Hamahiru ate. Umore beltzaren antologia (Trece puertas. Antología de humor negro). Elkar, San Sebastián, 1985. En colaboración con Mitxel Sarasketa.
- Fernando Pessoa: Marinela. O Marinheio. Susa, Zarauz, 1985. Edición bilingüe, en euskera y portugués, del drama estático El Marinero de Fernando Pessoa.
- Izkiriaturik aurkitu ditudan ene poemak (Poemas míos que he encontrado ya escritos). Pamiela, Pamplona, 1985. Versiones en euskera de poesía universal, que incluye varios apócrifos de Joseba Sarrionandia.[41]
- Hezurrezko xirulak (Flautines de hueso). Elkar, San Sebastián, 1991. Versiones en euskera de poesía universal.
- Poemas naufragos. Galegoz heldutako poemak (Poemas llegados en gallego). Susa, Zarauz, 1991. Traducción al euskera de poemas en gallego de Manoel Antonio, Luis Amado Carballo, Álvaro Cunqueiro, Aquillino Iglesias, Luis Pimentel, Luis Seoane, Celso Emilio Ferreiro y Manuel María. Edición bilingüe, en euskera y gallego.
- S. T. Coleridge: Marinel zaharraren balada. The Rime of the Ancient Mariner. Pamiela, Pamplona, 1995. Edición bilingüe, en euskera e inglés, de La balada del viejo marinero de S. T. Coleridge.
- Manuel Bandeira: Antologia. Pamiela, Pamplona, 1999. Traducción al euskera de la poesía del brasileño Manuel Bandeira.
- Haurren gurutzada (La cruzada de los niños). Traducción al euskera de La Croisade des enfants de Marcel Schwob.
- Neure neure esklaboa (Mi esclavo mío). Elkar, San Sebastián, 2009. Traducción al euskera de la novela infantil sobre la esclavitud Slaaf kindje slaaf de Dolf Verroen.
- Elurzuriren hiru heriotzak. Pamiela, 2022. Traducción al euskera de Las tres muertes de Blancanieves de Ander Berrojalbiz.

### Antologías generales
En castellano
- Antología de la narrativa vasca actual. Edicions del Mall, Barcelona, 1986. Selección de relatos y prólogo a cargo de Jesús María Lasagabaster. Con el cuento Las miradas de la estación.[42]
- Ocho poetas raros. Conversaciones y poemas. Árdora Ediciones, Madrid, 1992. Edición de José Luis Gallero y José María Parreño. Incluye catorce poemas de Joseba Sarrionandia traducidos por Gerardo Markuleta y una conversación con el poeta.
- Antología de la poesía vasca. Euskal poesiaren antologia. Visor, Madrid, 1993. Selección a cargo de Iñaki Aldekoa. Traducción de Bego Montorio. Edición bilingüe, en euskera y castellano.
- Desde aquí. Antología del cuento vasco actual. Hiru, Fuenterrabía, 1996. Selección a cargo de José Luis Otamendi.
- Pintxos. Nuevos cuentos vascos. Lengua de Trapo, Madrid, 2005. Selección y prólogo a cargo de Mari José Olaziregi. Traducción del autor y de Gerardo Markuleta. Con los cuentos Durango 1937, Pelea de carneros y El viejo marino.
- Siete poetas vascos. Pamiela, Pamplona, 2007. Recopilación de poemas de Luigi Anselmi, Bernardo Atxaga, Jon Gerediaga, Tere Irastortza, Xabier Lete, Xabier Montoia y Joseba Sarrionandia. Selección y prólogo a cargo de José Ángel Irigarai, y semblanzas literarias por Joxemiel Bidador. Edición bilingüe, en euskera y castellano.[43]
- Antología. Narrativa vasca actual. Pamiela, Pamplona, 2013. Con el cuento La batalla de Roncesvalles.

En francés
- Anthologie poésie basque contemporaine. J&D, Bayona, 1990. Edición bilingüe, en euskera y francés.

En aragonés
- Cullita d'otri. Antoloxía de poesía contemporania ozidental. Publicazions d'o Consello d'a Fabla Aragonesa, Huesca, 1998. Poemas de diecinueve poetas contemporáneos en diferentes idiomas (euskera, castellano, catalán, gallego, francés, italiano, inglés, alemán, griego y portugués). Introducción, selección y traducción al aragonés de Chusé Raúl Usón.[44]

En inglés
- An anthology of Basque short stories. Center for Basque Studies, University of Nevada, Reno, 2004. Selección a cargo de Mari José Olaziregi.
- Six Basque Poets. Arc Publications, Mánchester, 2007. Recopilación de poemas de Bernardo Atxaga, Rikardo Arregi, Felipe Juaristi, Miren Agur Meabe, Kirmen Uribe y Joseba Sarrionandia. Selección a cargo de Mari José Olaziregi. Traducción de Amaia Gabantxo. Edición bilingüe, en euskera e inglés.[45]

En gallego
- Alén da fronteira. Sete poetas vascos. Faktoría K de Libros, colección Tambo. Kalandraka, Pontevedra, 2012. Selección de poemas de Luigi Anselmi, Bernardo Atxaga, Jon Gerediaga, Tere Irastortza, Xabier Lete, Xabier Montoia y Joseba Sarrionandia. Traducción de Isaac Xubín. Edición bilingüe, en euskera y gallego. Premio Luís Tobío de la Asociación Gallega de Editores.[46]

En catalán
- Pomes perdudes, antologia de narrativa basca moderna. Tigre de Paper, Manresa, 2014. Selección de relatos y traducción de Daniel Escribano. Prólogo de Xabier Mendiguren. Con el cuento Hondartzan zure pausoak (Tus pasos en la playa).[47]

### Libros de Sarrionandia en otros idiomas
Antologías poéticas
- Hau da ene ondasun guzia. Txalaparta, Tafalla, 1999. En este libro los textos en euskera están también en castellano (traducción de Maite Mujika), francés (Fermin Arkotxa), inglés (Luma Itzulpen Zerbitzua) y alemán (Joachim Quant).
- Tempo de exilio. Faktoría K de Libros, colección Tambo. Kalandraka, Pontevedra, 2014. Edición bilingüe, en euskera y gallego. Selección de poemas de Joseba Sarrionandia. Traducción de Isaac Xubín. Premio de Traducción Etxepare-Laboral Kutxa.[48]
- Hamabi poema. EIZIE, San Sebastián, 2016. Selección de doce poemas en euskera traducidos al esloveno (Barbara Pregelj), al ruso (Karina Mishchenkova) y al lituano (Laura Liubinavičiῡte).[49]
- ¿La poesía está muerta? Pamiela, Pamplona, 2016. Edición bilingüe, en euskera y castellano. Versiones del propio autor. Editado por Eva Linazasoro.
- És morta la poesia? Pol·len Edicions, Barcelona, 2018. Edición bilingüe, en euskera y catalán. Traducción de Ainara Munt Ojanguren. Editado por Víctor Sunyol.

Narrazioak
- En catalán: Narracions. Pòrtic, Barcelona, 1986. Traducción de Josep Daurrella.
- En italiano: Lo scrittore e la sua ombra. Giovanni Tranchida, Milán, 2002. Traducción de Roberta Gozzi. Con epílogo de Bernardo Atxaga.

Ni ez naiz hemengoa
- En castellano: No soy de aquí. Hiru, Fuenterrabía, 1991 (Orain, Hernani, 1995). Traducción de Bego Montorio.
- En alemán: Von Nirgendwo und Überall. Verlag Libertäre Assoziaton, Hamburgo, 1995. Traducción de Ruth Baier.
- En catalán: Jo no sóc d'aquí. Pol·len Edicions, Barcelona, 2014. Traducción de Maria Colera Intxausti y Ainara Munt Ojanguren.[50]

Atabala eta euria
- En gallego: Chuva e tamboril. Sin publicar. Traducción de Tereixa Hernández Adeba.

Harrapatutako txorien hegalak
- En inglés: Trapped bird's wings. Baigorri, Bilbao, 2005. Traducción de Diana Draper. Edición bilingüe, en euskera e inglés, de su cuento infantil.

Lagun izoztua
- En alemán: Der gefrorene Mann. Blumenbar, Múnich, 2007. Traducción de Petra Elser y Raul Zelik.[51]

Moroak gara behelaino artean?
- En castellano: ¿Somos como moros en la niebla? Pamiela, Pamplona, 2012. Traducción de Javier Rodríguez Hidalgo. Edición revisada y ampliada por el autor.[52]
- En catalán: Som com moros dins la boira? Coeditado por Pamiela y Pol·len Edicions, Barcelona, 2013. Traducción de Ainara Munt Ojanguren.

Kolosala izango da
- En castellano: Será colosal. Txalaparta, Tafalla, 2016. Traducción de Daniel Escribano Riera.

## Premios
- Premio Resurrección María de Azkue de poesía, por su obra Izuen gordelekuetan barrena (En los refugios del miedo), en 1980.
- Premio Ignacio Aldekoa, por el cuento Maggie, indazu kamamila (Maggie, prepárame una manzanilla), en 1980. Publicado en la revista Xaguxarra, núm. 1 (1980).[53]
- Premio Villa de Bilbao de cuentos, por Enperadore eroa (El emperador loco), en 1980. Publicado en el libro Cuentos incombustibles (1981).[54]
- Premio de la Crítica de narrativa en euskera, por Atabala eta euria (El atabal y la lluvia), en 1986.
- Premio de la Crítica de narrativa en euskera, por Lagun izoztua (El amigo congelado), en 2001.
- Premio Euskadi de Literatura, en la modalidad de ensayo en euskera, por Moroak gara behelaino artean?, en 2011.

## Adaptaciones escénicas
Danza
- Hnuy illa... Kukai Dantza Konpainia y Tanttaka Teatroa, con dirección de Mireia Gabilondo y coreografía de Jon Maya. Estreno en 2008.[55]

Teatro
- Aulki hutsa. Le Petit Théâtre de Pain, con dirección de Ander Lipus. Estreno en 2008.[56]
- Han izanik, hona naiz. Apurka Antzerki Taldea, con dirección de Borja Ruiz. Estreno en 2009.[57]
- Decir lluvia y que llueva. Kabia, espacio de investigación de Gaitzerdi Teatro, con dirección de Borja Ruiz. Estreno en 2010.[58][59]
- Koblakariak behar ditugu. Karrika, con Gotzon Barandiaran, Miren Amuriza, Eñaut Elorrieta y Unai Iturriaga. Estreno en 2010.[60]

Cine
- Gure oroitzapenak. Con dirección y guion de Oskar Alegría, Özcan Alper, Asier Altuna Iza, Mireia Gabilondo, Eugène Green, Itziar Leemans, Josu Martinez, Fermin Muguruza, Ane Muñoz Mitxelena, Maider Oleaga, Carlos Machado Quintela y Maialen Sarasua. Estreno en el Festival Internacional de Cine de San Sebastián de 2018.[61]

## Adaptaciones musicales
| Versiones musicadas de los poemas de Sarrionandia |                                                 |                                       | |
| Año                                               | Disco                                           | Intérprete                            | Canciones / Poemas |
| 1983                                              | Ni ez naiz Noruegako errege                     | Ruper Ordorika                        | Galtzetan gordetzeko koblak Alberto Caeiroren bisita |
| 1985                                              | Sei - 6                                         | Mikel Laboa                           | Sorterriko koblak |
| 1986                                              | In fraganti                                     | Oskorri                               | Arratseko fadoa Biolin musikaz |
| 1986                                              | Mea kulparik ez                                 | Imanol                                | Oroimeneko portua |
| 1989                                              | Hamabi - 12                                     | Mikel Laboa                           | Lili bat |
| 1989                                              | Datorrena datorrela                             | Oskorri                               | Inork agintzen ez didalako |
| 1989                                              | Euskal kantu txapelketa                         | Kea                                   | Hi oroituz |
| 1989                                              | Euskal kantu txapelketa                         | Zatiki                                | Inork agintzen ez didalako |
| 1990                                              | Ez da posible                                   | Ruper Ordorika                        | Ene begiek |
| 1990                                              | Zu zeu                                          | Gontzal Mendibil                      | Bost minutuko bisita? |
| 1992                                              | Badok hamairu                                   | Oskorri                               | Marinel batzu |
| 1992                                              | Ebihotz                                         | Eltzegor                              | Hil ez da deus hiltzen |
| 1994                                              | Hamalau - 14                                    | Mikel Laboa                           | Hegazti errariak Não es tu, faculdade de sentir Oroitzen zaitudanean, ama Gure oroitzapenak |
| 1994                                              | Alivio rápido                                   | Nación Reixa                          | Encuentros con Sarri en Nación Reixa |
| 1994                                              | Jexuxmai & Noizbehinka                          | Jexuxmai & Noizbehinka                | Sustraiak Amodio poema Azkenengo trena |
| 1995                                              | Apaiz gaztea                                    | Mikel Elizaga                         | Amodioa |
| 1995                                              | Bostak arte                                     | Mikel Errazkin                        | Ene begiek |
| 1995                                              | Zertarako mugak jarri                           | Mikel Markez                          | Preso egon denaren gogoa |
| 1996                                              | Deabruak guarda!                                | Deabruak Teilatuetan                  | Hau da ene ondasun guzia |
| 1996                                              | Fran Lauen & Eskuadra Zarra                     | Fran Lasuen                           | Irlandar abiadoreak bere heriotza igarri du Oroimeneko portua Ez dut gure herria saltzeko |
| 1996                                              | Hori bera da denen ixtoria                      | Imanol                                | Aldaketarik aldaketa |
| 1997                                              | Aise                                            | Jabier Muguruza                       | Linguae vasconum primitiae |
| 1997                                              | Azkena                                          | Bittor Aiape                          | Defenda ezazue zuen bake beltza Lagun presoak |
| 1997                                              | Denboratik at                                   | Jexuxmai & Noizbehinka                | Esku ahurreko marrak Bunba, blaf Thames gozoa Besterriko koblak |
| 1998                                              | Dabilen harria                                  | Ruper Ordorika                        | Martin Larralde Gutunei koblak |
| 1998                                              | Nahiezkero                                      | Dantzut                               | Territorio librea |
| 1998                                              | ...eta legeaz landako gure mintzairan solastuko | Naun                                  | Kaleko kronika |
| 1999                                              | Brigadistak Sound System                        | Fermin Muguruza                       | Eguraldi lainotsua hiriburuan |
| 1999                                              | Ikasten                                         | Berri Txarrak                         | Aspaldian utzitako zelda |
| 1999                                              | Ez diren gauzak                                 | Jexuxmai & Noizbehinka                | Ez diren gauzak Albisteak Sorlekuaren kanta Talaieroaren gogoeta 11 aldaketa |
| 1999                                              | Zuzenean II - Gernika                           | Mikel Laboa                           | Kiromantzidxa (Lekeitio 10) |
| 1999                                              | Sorterrira                                      | Trepi eta Arawak                      | Herri proiektua Bake beltza |
| 2000                                              | Ikus                                            | Ikus                                  | Zertarako? |
| 2000                                              | FM 99.00 Dub Manifest                           | Fermin Muguruza                       | Mendebaldarketa |
| 2000                                              | New land - Lur berria                           | Itxaso & Daniel Pérez                 | Hegazti errariak |
| 2001                                              | Eskuak/Ukabilak                                 | Berri Txarrak                         | Mundua begiratzeko leihoak |
| 2001                                              | Meatzaldea                                      | Sagarroi                              | Sagarroiak |
| 2001                                              | Hain guapa zaude                                | Jabier Muguruza                       | Itsasoak emandako indarra |
| 2002                                              | Auskalo                                         | Alaitz eta Maider                     | Ez dizut esango |
| 2003                                              | Kantuok jartzen ditut                           | Ruper Ordorika                        | Kantuaren gauza galdua |
| 2005                                              | Xoriek - 17                                     | Mikel Laboa                           | Sustraiak han dituenak Xoriak (Xorien ihesa) |
| 2006                                              | Biluzik                                         | Kauta                                 | Norbere akaberari buruzko mintzaldia |
| 2006                                              | Pentsamendu hutsak                              | Mikel Aranzabal                       | Gose grebako hogeigarren egunean |
| 2006                                              | Memoriaren mapa                                 | Ruper Ordorika                        | Lera zakurren balada Ibaia Hondartza galduan Hiriak Esku biak Albert Einsteinen mihia Goizalbada Ez da itzuliko Berak entzungo ez duen kantua Enbaxadore hodeiertzean Izen zaharrak                            |
| 2007                                              | Konplizeak                                      | Jabier Muguruza                       | Norbere akaberari buruzko mintzaldia |
| 2007                                              | Argiak                                          | Ken Zazpi                             | Gaueko argiak |
| 2007                                              | Elkarrekin                                      | Kasu!                                 | Geografia |
| 2007                                              | Elkarrekin                                      | Xopapo                                | Sustraiak han dituenak |
| 2008                                              | Awañak                                          | Petti                                 | Ene begiek |
| 2008                                              | Kiribil                                         | Zura                                  | Propostas para a definição do exilio |
| 2008                                              | Erantzi                                         | Katamalo                              | Ariane |
| 2010                                              | Ortzemugak begietan                             | Ken Zazpi                             | Hemen gaude Giltzak |
| 2010                                              | Txinaurriak                                     | Hotel & Miren Iza                     | Não es tu, faculdade de sentir |
| 2011                                              | Rock & Ron                                      | Ze Esatek!                            | Esperantza |
| 2013                                              | Deserriko kantak                                | Eñaut Elorrieta                       | Geografia Besamotzaren besoa Propostas para a definição do exilio |
| 2013                                              | Notícies de Gurb                                | Iagoalaiaga i els detectius salvatges | Pau negra |
| 2014                                              | Gosariak                                        | Gose                                  | Errua Zoroetxeko harresia Anaren hiri arraroa Katuen kantua Txalupa Banku atrakatzaileak Alegrantziaren aldeko konjura Eguna Bederatzi te kikara basamortu ertzean Non dago gure askatasuna? Belengo albistiek |
| 2014                                              | Elkar estudioa sesioak                          | Izaki Gardenak                        | Ene begiek |
| 2016                                              | Guria ostatuan                                  | Ruper Ordorika                        | Kontserba fabrikaren aurrean |